# Avellaneda (Castille-et-León)
Pour les articles homonymes, voir Avellaneda (homonymie).
Avellaneda est une commune d'Espagne de la province d'Ávila dans la communauté autonome de Castille-et-León.

## Administration
| Période                                  | Période | Identité | Étiquette | Qualité |
| ---------------------------------------- | ------- | -------- | --------- | ------- |
|                                          |         |          |           |         |
| Les données manquantes sont à compléter. |         |          |           |         |

## Culture
Un curé de la paroisse de cette localité aurait écrit la seconde partie apocryphe de El Quijote, qui pour cette raison, est également connue comme el Quijote de Avellaneda. Mais en réalité, l'identité réelle dudit Avellaneda n'a toujours pas été découverte.